# Këlcyrë
Këlcyrë là một đô thị trong quận Përmet thuộc hạt Gjirokastër, Albania. Dân số năm 2005 là 3434 người.